# Trzciniec Zgorzelecki
Trzciniec Zgorzelecki – nieczynny kolejowy przystanek osobowy w Bogatyni, w dzielnicy Trzciniec; w województwie dolnośląskim, w Polsce.